# Orlovo-Kubanski
Orlovo-Kubanski - Орлово-Кубанский (rus) és un possiólok del krai de Krasnodar, a Rússia. Es troba a la frontera septentrional del territori amb l'óblast de Rostov, a 20 km al nord-est de Staromínskaia i a 182 km al nord de Krasnodar.
Pertany a l'stanitsa de Kanélovskaia.